# Sevilla FC
Sevilla FC är en fotbollsklubb i Sevilla i Spanien, grundad den 25 januari 1890. Klubben spelar i La Liga (den spanska högstadivisionen) och dess hemmaarena är Estadio Ramón Sánchez Pizjuán. Klubben blev spanska mästare 1946 och har vunnit Uefacupen/Uefa Europa League hela sju gånger, fler än någon annan klubb (2006, 2007, 2014, 2015, 2016, 2020 och 2023). Klubben har även vunnit den i Spanien mycket prestigefyllda Copa del Rey fem gånger (1935, 1939, 1948, 2007 och 2010).
Den första presidenten var D. José Luis Gallegos 1905, och klubbens första trofé vanns 1914 i den regionala cupen Copa de Sevilla. 1940 hade klubben vunnit 16 Copa de Andalucia-titlar, och klubbens första stora titel vanns 1935 i form av Spanska cupen. Sevilla blev efter detta en av storklubbarna i Spanien; efter spanska inbördeskrigets slut 1939 vann Sevilla sin andra spanska cup-titel, och säsongen 1939/40 var klubben bara två poäng från att vinna La Liga. Efter ytterligare två raka andraplatser följt av en tredjeplats lyckades Sevilla 1945/46 vinna sin hittills enda La Liga-titel.

## Matchställ

### Tröjsponsorer och Ställtillverkare
| Period    | Ställtillverkare | Tröjsponsor                   |
| --------- | ---------------- | ----------------------------- |
| 1980–1985 | Adidas           | Ingen                         |
| 1985–1986 | Yama             | Ingen                         |
| 1986–1990 | Puma             | Seville Expo '92              |
| 1990–1992 | Bukta            | Ingen                         |
| 1992–1993 | Front Runner     | Super NES                     |
| 1993–1994 | Hotshot          | Ingen                         |
| 1994–1996 | Umbro            | Marbella                      |
| 1996–1998 | Umbro            | Ingen                         |
| 1998–2000 | Umbro            | SuperCable & Eurotex Pinturas |
| 2000–2001 | Umbro            | Andalusien                    |
| 2001–2002 | Joma             | Andalusien                    |
| 2002–2003 | Joma             | OID                           |
| 2003–2004 | Joma             | Ingen                         |
| 2004–2005 | Joma             | La Gitana                     |
| 2005–2006 | Joma             | Stevenson                     |
| 2006–2009 | Joma             | 888.com                       |
| 2009–2011 | Joma             | 12bet.com                     |
| 2011–2012 | Li-Ning          | Ingen                         |
| 2012–2013 | Umbro            | inter wetten.es               |
| 2013–2015 | Warrior          | Visit Malaysia                |
| 2015–2017 | New Balance      | SeePuertoRico.com             |
| 2017–2018 | New Balance      | Playtika                      |
| 2018–2019 | Nike             | Playtika                      |
| 2019–     | Nike             | Marathonbet                   |

## Spelare

### Truppen 2021/2022
| 1  | Serbien | Marko Dmitrović | 24 januari 1992 | Eibar (-21)  |
| 13 | Marocko | Bono            | 5 april 1991    | Girona (-19) |
| 31 | Spanien | Javi Díaz       | 15 maj 1997     | Sevilla FC   |

| 2  | Argentina     | Gonzalo Montiel     | 1 januari 1997   | River Plate (-21)       |
| 3  | Sverige       | Ludwig Augustinsson | 21 april 1994    | Werder Bremen (-21)     |
| 4  | Nederländerna | Karim Rekik         | 2 december 1994  | Hertha Berlin (-20)     |
| 16 | Spanien       | Jesús Navas         | 21 november 1985 | Manchester City (-17)   |
| 19 | Argentina     | Marcos Acuña        | 28 oktober 1991  | Sporting Lissabon (-20) |
| 20 | Brasilien     | Diego Carlos        | 15 mars 1993     | Nantes (-19)            |
| 23 | Frankrike     | Jules Koundé        | 12 november 1998 | Bordeaux (-19)          |

| 6  | Serbien   | Nemanja Gudelj | 16 november 1991 | Guangzhou Evergrande (-19) |
| 8  | Spanien   | Joan Jordán    | 6 juli 1994      | Eibar (-19)                |
| 10 | Kroatien  | Ivan Rakitić   | 10 mars 1988     | Barcelona (-20)            |
| 18 | Danmark   | Thomas Delaney | 3 september 1991 | Borussia Dortmund (-21)    |
| 21 | Spanien   | Óliver Torres  | 10 november 1994 | Porto (-19)                |
| 25 | Brasilien | Fernando       | 25 juli 1987     | Galatasaray (-19)          |

| 5  | Argentina | Lucas Ocampos     | 11 juli 1994     | Marseille (-19)         |
| 7  | Spanien   | Suso              | 19 november 1993 | Milan (-20)             |
| 9  | Mexiko    | Jesús Corona      | 6 januari 1993   | Porto (-22)             |
| 11 | Marocko   | Munir El Haddadi  | 1 september 1995 | Barcelona (-19)         |
| 12 | Spanien   | Rafa Mir          | 18 juni 1997     | Wolverhampton (-21)     |
| 15 | Marocko   | Youssef En-Nesyri | 1 juni 1997      | Leganés (-20)           |
| 17 | Argentina | Erik Lamela       | 4 mars 1992      | Tottenham (-21)         |
| 22 | Frankrike | Anthony Martial   | 5 december 1995  | Manchester United (-22) |
| 24 | Argentina | Papu Gómez        | 15 februari 1988 | Atalanta (-21)          |

### Utlånade spelare
| Nr | Land          | Pos | Namn                                         |
| -- | ------------- | --- | -------------------------------------------- |
| —  | Nederländerna | A   | Luuk de Jong (i Barcelona till 30 juni 2022) |
| —  | Portugal      | MF  | Rony Lopes (i Olympiakos till 30 juni 2022)  |

| Nr | Land    | Pos | Namn                                               |
| -- | ------- | --- | -------------------------------------------------- |
| —  | Spanien | F   | Alejandro Pozo (i Almería till 30 juni 2022)       |
| —  | Spanien | F   | Juan Berrocal (i Sporting Gijón till 30 juni 2022) |

### Kända spelare
- Diego Maradona
- Diego Simeone
- Matías Almeyda
- Saviola
- Toni Polster
- Adriano
- Bebeto
- Dani Alves
- Júlio Baptista
- Josimar
- Luís Fabiano
- Moacir
- Renato
- André Joel Eboué
- Lauren
- Gary Medel
- Ivan Zamorano
- Carlos Bacca
- Davor Šuker
- Ivica Mornar
- Ivan Juric
- Ivan Rakitic
- Josko Jelicic
- Robert Prosinečki
- Christian Poulsen
- Miklos Molnar
- Thomas Rytter
- Vinny Samways
- Dominique Casagrande
- Julien Escudé
- Vassilios Tsiartas
- Nikos Machlas
- Enzo Maresca
- Luca Cigarini
- Frédéric Kanouté
- Gerardo Torrado
- Igor Gluščević
- Željko Petrović
- Tarik Oulida
- Frode Olsen
- Emílio Peixe
- Ilie Dumitrescu
- Ted McMinn
- Ivica Dragutinović
- Zoran Njegus
- Dejan Petković
- Alvaro Negredo
- Andrés Palop
- Antonio Puerta
- Campanal I
- Campanal II
- Carlos Marchena
- Francisco Buyo
- Jesús Navas
- José Antonio Reyes
- José Mari
- Juan Araujo
- Juan Arza
- Magdaleno
- Manuel Jiménez
- Enrique Montero
- Pepillo
- Pereda
- Rafael Paz
- Sergio Ramos
- Pablo Bengoechea
- Darío Silva
- Gabriel Correa
- Nicolas Olivera
- Tabaré
- Gerardo Rabajda
- Inti Podestá
- Marcelo Otero
- Marcelo Zalayeta
- Germán Hornos
- Federico Magallanes
- Javier Chevantón
- Martín Cáceres